# Franz Calustro
Álvaro Franz Calustro Cárdenas (Cochabamba, 9 de marzo de 1974) y es un exfutbolista boliviano que se desempeñó como centrocampista.

## Selección nacional

### Selección absoluta
Debutó en la selección absoluta el 3 de noviembre de 1999, con motivo del partido de la Copa Paz del Chaco en Buenos Aires con Paraguay. En el año 2000 - 2001 jugó algunos partidos durante las eliminatorias para Corea del Sur-Japón 2002. En 2001 fue incluido en la lista de la Copa América. En esa competencia, debutó el 13 de julio en Medellín contra Uruguay. Luego también jugó con Honduras el 16 de julio. En 2002 disputó su último partido con la selección nacional, el 13 de febrero ante Paraguay en Ciudad del Este.

## Clubes
| Club                    | País    | Año         |
| ----------------------- | ------- | ----------- |
| C. A. Ciclón            | Bolivia | 1995 - 1996 |
| Independiente Petrolero | Bolivia | 1997 - 1998 |
| Unión Central           | Bolivia | 1999 - 2000 |
| Oriente Petrolero       | Bolivia | 2001        |
| Unión Central           | Bolivia | 2002        |
| Jorge Wilstermann       | Bolivia | 2003        |
| Unión Central           | Bolivia | 2004 - 2005 |
| Universitario de Sucre  | Bolivia | 2006        |
| Real Potosí             | Bolivia | 2007        |
| Universitario de Sucre  | Bolivia | 2008        |
| Real Mamoré             | Bolivia | 2009        |

## Palmarés

### Títulos nacionales
| Título           | Club                   | País    | Año           |
| ---------------- | ---------------------- | ------- | ------------- |
| Primera División | Oriente Petrolero      | Bolivia | 2001          |
| Primera División | Real Potosí            | Bolivia | Apertura 2007 |
| Primera División | Universitario de Sucre | Bolivia | Clausura 2008 |